# Luis de la Mata
Luis Felipe de la Mata Martínez (Breña, 8 de septiembre de 1953) es un político peruano. Es el actual alcalde del distrito de Breña, desde el 1 de enero del 2023.

## Biografía
Nació en el distrito de Breña, ubicado en la ciudad de Lima, el 8 de septiembre de 1953.
Laboró como gerente de Administración y Finanzas en el Municipio del distrito de Puente Piedra y como sub-gerente en el Municipio del distrito de San Luis. También fue gerente municipal en el distrito de La Perla en el Callao.

## Carrera política
Fue militante del partido Acción Popular, y su primera participación en la política se inicia en las elecciones municipales de 1989, como candidato a regidor de Breña por el Frente Democrático, resultando luego elegido para el periodo 1990-1992.
Postuló al Congreso de la República en las elecciones parlamentarias de 1995 sin tener éxito, y de igual manera, como regidor de Breña. Posteriormente, renuncia a Acción Popular para luego integrase al movimiento fujimorista Vamos Vecino en 1998 donde es nuevamente elegido como regidor para el periodo 1999-2002.
Postuló a la alcaldía del distrito de Breña en 2006, y luego, en 2014, por el partido Perú Patria Segura. En 2018, se integra al partido Podemos Perú y postula por tercera vez a la alcaldía sin lograr la elección.

### Alcalde de Breña
Finalmente, en las elecciones municipales del 2022, De la Mata resultó elegido como el nuevo alcalde del distrito de Breña por Podemos Perú para el periodo municipal 2023-2026.